# Diospyros ferruginescens
Diospyros ferruginescens är en tvåhjärtbladig växtart som beskrevs av Bakh. Diospyros ferruginescens ingår i släktet Diospyros och familjen Ebenaceae.

## Underarter
Arten delas in i följande underarter:
- D. f. ferruginescens
- D. f. rufotomentosa